# Goldenes Kalb (Filmpreis)/Beste Kamera
Das Goldene Kalb für die beste Kamera (Gouden Kalf voor de beste camera) honoriert beim jährlich veranstalteten Niederländischen Filmfestival die beste Leistung eines Kameramanns in einem Wettbewerbsfilm. Die Auszeichnung wurde erstmals  im Jahr 2003 verliehen. Über die Vergabe des Preises stimmt eine Wettbewerbsjury ab.

## Preisträger
| Jahr | Preisträger                        | Film                      | Deutscher Verleihtitel                                            |
| ---- | ---------------------------------- | ------------------------- | ----------------------------------------------------------------- |
| 2003 | Bert Pot                           | Phileine zegt sorry       |                                                                   |
| 2004 | Erik van Empel                     | The Last Victory          | Il Palio - Das Rennen von Siena, Im Bann des Palio (Verweistitel) |
| 2005 | Melle van Essen                    | Echoes of war             |                                                                   |
| 2006 | Thomas Doebele und Maarten Schmidt | Constant, Avant Le Départ |                                                                   |
| 2007 | Richard van Oosterhout             | Wolfsbergen               |                                                                   |
| 2008 | Menno Westendorp                   | Het echte leven           |                                                                   |
| 2009 | Daniël Bouquet                     | Nothing Personal          |                                                                   |
| 2010 | Lennert Hillege                    | R U There                 |                                                                   |
| 2011 | Jasper Wolf                        | Code Blue                 |                                                                   |
| 2012 | Goert Giltay                       | Het meisje en de dood     |                                                                   |
| 2013 | Richard Van Oosterhout             | &ME                       |                                                                   |
| 2014 | Tibor Dingelstad                   | Helium                    |                                                                   |
| 2015 | Mark van Aller                     | Gluckauf                  |                                                                   |
| 2016 | Frank van den Eeden                | Full Contact              |                                                                   |
| 2017 | Rogier Stoffers                    | Brimstone                 |                                                                   |
| 2018 | Lennert Hillege                    | Beyond Words              |                                                                   |
| 2019 | Jasper Wolf                        | Niemand in de Stad        |                                                                   |